# SEMA3B
SEMA3B‏ (Semaphorin 3B) هوَ بروتين يُشَفر بواسطة جين SEMA3B في الإنسان.